# Tryggve Fossum
Tryggve Fossum é um arquiteto de computadores da Intel Corporation norueguês.
Trabalhou depois na Digital Equipment Corporation (DEC), onde foi líder de arquitetura dos processadores DEC Alpha, trabalhando depois em diversos processadores VAX.